# Den Helder
Den Helder este un oraș în provincia Olanda de Nord, Țările de Jos. De la Den Helder se poate trece cu feribotul spre Texel, cea mai vestică insulă frizonă.
Municipiul are 56.452 de locuitori (1 ianuarie 2024, sursa: CBS) pe o suprafață de 178,83 km², din care 133,42 km² sunt apă. Municipiul este format din trei centre; Den Helder cu aproximativ 41.000 de locuitori, Julianadorp (aproximativ 14.000 de locuitori) și Huisduinen (aproximativ 600 de locuitori).
Den Helder este portul de origine al Marinei Regale și un hub în activități offshore în partea olandeză a Mării Nordului. Aeroportul Den Helder este unul dintre cele mai mari aeroporturi offshore din nord-vestul Europei în ceea ce privește transportul de pasageri către și de la platformele de producție. Conductele ajung la țărm și există o instalație mare de tratare a gazelor NAM.

## Localități componente
Den Helder, Huisduinen, Julianadorp, Friese Buurt, De Kooy